# Cronologia da Antiguidade
Esta cronologia da idade antiga, que lista eventos históricos do passado antigo documentado desde o início da história registrada até o início da idade média.
| Milênio: Quarto milénio a.C.: Terceiro milénio a.C.: Segundo milénio a.C.: Primeiro milénio a.C.: Primeiro milénio d.C. Século: Século XXXIV a.C. - Século XXXIII a.C. - Século XXXII a.C. - Século XXXI a.C. - Século XXX a.C. - Século XXIX a.C. - Século XXVIII a.C. - Século XXVII a.C. - Século XXVI a.C. - Século XXV a.C. - Século XXIV a.C. - Século XXIII a.C. - Século XXII a.C. - Século XXI a.C. - Século XX a.C. - Século XIX a.C. - Século XVIII a.C. - Século XVII a.C. - Século XVI a.C. - Século XV a.C. - Século XIV a.C. - Século XIII a.C. - Século XII a.C. - Século XI a.C. - Século X a.C. - Século IX a.C. - Século VIII a.C. - Século VII a.C. - Século VI a.C. - Século V a.C. - Século IV a.C. - Século III a.C. - Século II a.C. - Século I a.C. - Século I - Século II - Século III - Século IV |

## Idade do bronze e início da idade do ferro
- c. 3200 a.C.: Sistema de escrita cuneiforme suméria[1] e os hieróglifos egípcios. Newgrange construído na Irlanda. Cultura cicládica na Grécia. Civilização do Norte Chico começa no Peru. Ascensão da civilização proto-elamita no Irão.

- 3150 a.C.: Primeira dinastia do Egito.
- 3100 a.C.: Skara Brae na Escócia.
- c. 3000 a.C.: Calendário egípcio. A construção de Stonehenge inicia. Em sua primeira versão, consistia em uma vala circular e um banco, com 56 postes de madeira.[2] Cultura de Cucuteni-Tripiliana na Roménia e Ucrânia. A Cultura de Jiroft inicia no Irão. Primeiro uso conhecido de papiro pelos egípcios.
- 2800 a.C.: Fase de Kot Diji da civilização do vale do Indo inicia
- 2800 a.C.: Cultura Longshan na China.
- 2700 a.C.: Antigo palácio da civilização minoica na cidade Knossos chegar a 80.000 habitantes. Ascensão de Elam no Irão. O Império Antigo inicia no Egito.
- 2600 a.C.: Literatura sobrevivente mais antiga e conhecida: textos sumérios de Abu Salabikh, incluindo as Instruções a Xurupaque e o hino ao templo de Kesh. Fase de Harapense da civilização do vale do Indo (no atual Paquistão e Índia) inicia. Surgimento da cultura maia na Península de Iucatã.
- 2560 a.C.: Rei Khufu completa a Grande Pirâmide de Gizé. Punt no Chifre da África aparece pela primeira vez nos registros egípcios por volta dessa época.
- 2500-1500 a.C.: Reino de Querma na Núbia.
- 2500 a.C.: O mamute é extinto.
- 2334 ou 2270 a.C.: Império Acádio é fundado, a datação depende se a cronologia média ou a cronologia curta é usada.
- 2200-2100 a.C.: Evento 4.2 ka: Uma fase de aridificação grave, provavelmente conectada a um evento climático de Bond, que foi registrado na maioria do norte da África, Oriente Médio e América do Norte continental. As secas relacionadas causaram muito provavelmente o colapso do Império Antigo no Egito e do Império Acádio na Mesopotâmia.
- 2200 a.C.: Conclusão de Stonehenge.
- 2000 a.C.: Domesticação do cavalo.
- 1900 a.C.: Cultura Erlitou na China.
- 1800 a.C.: uma das escritas alfabéticas emerge.
- 1780 a.C.: Registro mais antigo do Código de Hamurabi.
- 1700 a.C.: A civilização do vale do Indo chega ao fim e a continuação pela cultura de cemitério H; o começo da Cultura de Poverty Point na America do Norte.
- 1600 a.C.: Civilização Minoica em Creta é destruída pela erupção minoica da ilha de Santorini. Grécia Micênico. Início da Dinastia Shang na China, evidência de um sistema de escrita chinês totalmente desenvolvido. Início do domínio hitita da região oriental do mar Mediterrâneo.
- 1500 a.C.: Composição do Rigveda é concluída.
- 1400-400 a.C.: Civilização de olmecos floresce no México pré-colombiano, durante o período pré-clássico da Mesoamérica.
- 1200 a.C.: Cultura de Hallstatt.
- 1200-1150 a.C.: Colapso da Idade do Bronze na região Sudoeste Asiático e na região do leste do Mediterrâneo. Este período é também o cenário dos poemas épicos "Ilíada" e "Odisseia" (que foram compostos cerca de quatro séculos depois).
- c. 1180 a.C.: Desintegração do Império Hitita.
- 1100 a.C.: Uso de ferro espalha.
- 1046 a.C.: A força de Chou (liderada por Rei Wu de Zhou) derruba o último rei da Dinastia Shang; dinastia Chou estabelecida na China.
- 1000 a.C.: Cultura de Noque no oeste da África. Provável fundação histórica de Roma, a monarquia romana inicia. Início da diáspora grega para a Ásia Menor.
- 890 a.C.: Data aproximada para a composição da Ilíada e da Odisseia. Fundação de Esparta.
- 800 a.C.: Ascensão das cidades-estados; Período Arcaico inicia na Grécia.
- c.785 a.C.: Ascensão do Reino de Cuxe.

## Antiguidade clássica
- 776 a.C.: Primeiro recorde dos Jogos Olímpicos da Antiguidade.
- 753 a.C.: Fundação de Roma. (data tradicional)
- 745 a.C.: Tiglate-Pileser III se torna o novo rei da Assíria. Com o tempo conquista países vizinhos e transforma a Assíria em um império.
- 733 a.C.: Corinto funda a colônia grega de Siracusa na Sicília, no sul da Itália.
- 728 a.C.: Ascensão do Império Medo.
- 722 a.C: O Período das Primaveras e Outonos inicia na China; o poder da dinastia Chou está caindo; a era dos cem escolas de pensamento.
- 700 a.C.: A construção da barragem de Marib na Arábia Feliz.
- 662 a.C.: Invasão assíria do Egito.
- 657 a.C.: Cípselo toma posse na pólis de Corinto, inicio da Tirania na Grécia.
- 616 a.C.: Subida ao trono de Tarquínio Prisco, primeiro rei etrusco de Roma.
- 594-560 a.C.: Importantes reformas nas estruturas sociais, política e econômica na Atenas.
- 582 a.C.: Nasce Pitágoras.
- 510 a.C.: Criação da democracia; Período Clássico inicia na Grécia.
- 509 a.C.: Data provável para a instituição da República na Roma.
- 500-476 a.C.: Guerras Médicas entre os gregos e o Império Aquemênida.
- 477 a.C.: Fundação da Liga de Delos, sob a liderança de Atenas.
- 470 a.C.: Nasce Sócrates.
- 498-440 a.C.: Guerras Latinas.
- 431-404 a.C.: Guerra do Peloponeso.
- 384-322 a.C: Aristóteles, considerado um dos maiores filósofos da história, fundador do Liceu de Atenas. Escreveu obras sobre lógica, física, metafísica, política, retórica, poética, ética, biologia e zoologia.
- 387 a.C.: Roma foi saqueada pelos gauleses.
- 356 a.C.: Filipe II torna-se rei da Macedônia e inicia a expandir seu território.
- 338 a.C.: Período Helenístico inicia na Grécia.
- 332 a.C.: O Egito é conquistado por Alexandre Magno.
- 331 a.C.: Fundação de Alexandria no norte do Egito por Alexandre, o Grande.
- 323 a.C.: Alexandre morre na Babilônia; forma-se Reinos Helenísticos.
- 290 a.C.: Fundação da Biblioteca de Alexandria, com mais de 100 mil rolos de papiro.
- 280-275 a.C.: Primeira Guerra Macedônica.
- 264-241 a.C.: Primeira Guerra Púnica.
- 218-202 a.C.: Segunda Guerra Púnica.
- 200-196 a.C.: Segunda Guerra Macedônica.
- 146 a.C.: Romanos conquistam a Grécia.
- 133 a.C.: Romanos tomam a cidade ibérica de Numância.
- 172-167 a.C.: Terceira Guerra Macedônica.
- 149-146 a.C.: Terceira Guerra Púnica.
- 148 a.C.: Quarta Guerra Macedônica.
- c. 100 a.C.: Império Chola eleva-se em destaque.
- 80 a.C.: A cidade de Florença é fundada.
- 73 a.C.: Revolta de escravos, sob o comando de Espártaco.
- 60-53 a.C.: Primeiro Triunvirato; Júlio César, Pompeu o Grande e Marco Licínio Crasso.
- 50 a.C.: Roma é a primeira metrópole da história a atingir a marca de 1 milhão de habitantes.
- 49 a.C.: Guerra Civil Romana entre Júlio César e Pompeu o Grande.
- 44 a.C.: Júlio César é assassinado por Marco Antônio e outros; Fim da República Romana; Início do Império Romano.
- 43-33 a.C.: Segundo Triunvirato; Otaviano, Marco Antônio, Lépido.
- 40 a.C.: Romanos conquista Egito.
- 27 a.C.: Formação do Império Romano: Octávio é dado títulos de Princeps e Augusto pelo Senado Romano - início de Pax Romana. Formação do influente guarda pretoriana para dar segurança ao imperador.
- 18 a.C.: Periodo de Três Reinos inicia na Coreia. O templo de Jerusalém é reconstruído.
- 6 a.C.: A mais antiga data teorizada para o nascimento de Jesus de Nazaré. Sucessão romana: Caio César e Lúcio César preparado para o trono.
- 4 a.C.: Data amplamente aceita (Ussher) para o nascimento de Jesus Cristo.
- 9 d.C.: Batalha da Floresta de Teutoburgo, a mais sangrenta derrota do exército romano imperial.
- 14: Morte do Imperador Augusto (Otávio), ascensão de seu filho adotivo Tibério ao trono.
- 26-34: Crucificação de Jesus Cristo, data exata desconhecida.
- 37: Morte do imperador Tibério, ascensão de seu sobrinho Calígula ao trono.
- 40: Roma conquista Marrocos.
- 41: Imperador Calígula é assassinado pelo senado romano. Seu tio Cláudio o sucede.
- 43: Roma entra na Grã-Bretanha pela primeira vez.
- 54: Imperador Cláudio morre e é sucedido pelo seu sobrinho neto Nero.
- 68: Imperador Nero comete suicídio, incitando o Ano dos quatro imperadores em Roma.
- 70: Destruição de Jerusalém pelos exércitos de Tito.
- 79: Destruição de Pompeia pelo vulcão Vesúvio.
- 98: Depois de um governo de dois anos, o Imperador Nerva morre de causas naturais, seu filho adotivo Trajano o sucede.
- 100-940: Império de Axum no Chifre da África.
- 106-117: Império Romano em maior extensão sob Imperador Trajano depois de ter conquistado a moderna Romênia, Iraque e Armênia.
- 117: Trajano morre de causas naturais. Seu filho adotivo Adriano o sucede. Adriano sai do Iraque e da Armênia.
- 126: Adriano completa o Panteão em Roma.
- 138: Adriano morre de causas naturais. Seu filho adotivo Antonino Pio o sucede.
- 161: Morte de Antonino Pio. Seu governo foi o único em que Roma não lutou em uma guerra.
- 192: Reino de Champa em Central Việt Nam.
- Década de 200: Império Budista Serivijaia estabelecida em Sudeste Asiático Marítimo.
- 220: Período de Três Reinos inicia na China após a queda da dinastia Han.
- 226: Queda do Império Parto e Ascensão do Império Sassânida.
- 238: Derrota de Gordiano III (238–244), Filipe, o Árabe (244–249) e Valeriano (253–260), por Sapor I da Pérsia, (Valeriano foi capturado pelos persas).
- 280: Imperador Yan estabeleceu dinastia Jin proporcionando uma unidade temporária da China após o devastador período de Três Reinos.
- 285: Diocleciano torna-se imperador de Roma e divide o Império Romano em império oriental e império ocidental.
- 285: Diocleciano começa uma perseguição em grande escala de cristãos.
- 292: A capital do Império Romano é oficialmente transferida de Roma para Mediolano (atual Milão).
- 301: O decreto sobre os preços de Diocleciano.
- 313: Édito de Milão declarou que o Império Romano toleraria todas as formas de culto religioso.
- 325: Constantino organiza o Primeiro Concílio de Niceia.
- 330: Constantinopla é oficialmente nomeado e se torna a capital do Império Romano Oriental.
- 335: Samudragupta torna-se o imperador do Império Gupta.
- 337: Imperador Constantino morre, deixando seus filhos Constâncio II, Constante I e Constantino II como imperadores do Império Romano.
- 350: Constantino II é o único imperador com a morte de seus dois irmãos.
- 354: Nascimento de Agostinho de Hipona
- 361: Constantino II morre, seu primo Juliano o sucede.
- 378: Batalha de Adrianópolis, o exército romano é derrotado pelas tribos germânicas.
- 380: Imperador romano Teodósio declara a fé ariana do Cristianismo herética.
- 395: Teodósio proscreve todas as religiões além do Cristianismo católico.
- 406: Romanos são expulsos da Grã-Bretanha.
- 407-409: Visigodos e outras tribos germânicas atravesse em Gália romana pela primeira vez.
- 410: Saque de Roma dos Visigodos pela primeira vez desde 390 a.C.
- 415: Tribos germânicas entram na Espanha.
- 429: Vândalos entram Norte de África e Espanha pela primeira vez.
- 439: Vândalos conquistaram a terra que se estende do Marrocos para a Tunísia por este tempo.
- 455: Vândalos saca Roma, captura a Sicília e a Sardenha.
- c. 455: Scandagupta repele um ataque Indo-Heftalita na Índia.
- 476: Rómulo Augusto, último imperador romano do ocidente é forçado a abdicar por Odoacro, um chefe dos Germânicos hérulos; Odoacro devolve a regalia imperial ao imperador romano do oriente Zenão em Constantinopla em troca do título de líder da Itália; data mais frequentemente citada para o fim da antiguidade.